# David Jost
David Jost (* 12. August 1972 in Hamburg) ist ein deutscher Musikproduzent, Songwriter und Musiker aus Hamburg. Die kommerziell erfolgreichsten Titel von Jost sind die Autorenbeteiligungen The Heart Wants What It Wants (Selena Gomez) und Beautiful Now (Zedd) mit jeweils über einer Million verkaufter Exemplare.

## Werdegang
Jost war zunächst Mitglied der Boygroup Bed & Breakfast. Später wurde er Manager und Produzent von Tokio Hotel. Jost ist zudem Autor vieler bekannter Musikstücke, die zum Teil zu Nummer-eins-Hits avancierten. So schrieb er nicht nur I Like für Keri Hilson, den Titelsong des Films Zweiohrküken, sondern auch u. a. gemeinsam mit Ian O’Brien-Docker Geronimo für die dänische Künstlerin Aura Dione. Auch für Patrick Nuo und Mandy Capristo war Jost tätig. Jost gilt als einer der erfolgreichsten Hamburger Musikproduzenten. Jost lebt zum Teil in Los Angeles und besitzt ein Studio zwischen Santa Monica und Venice.
2010 erhielt Jost gemeinsam mit Dave Roth und Pat Benzner den Deutschen Musikautorenpreis der GEMA in der Rubrik Komposition Pop/Rock. Mit sechs Nummer-eins-Erfolgen ist er nach Dieter Bohlen (21 Nummer-eins-Hits) und Kurt Feltz (15 Nummer-eins-Hits) der erfolgreichste – aus Deutschland stammende – Autor in den deutschen Singlecharts.
In seiner 2021 erschienenen Autobiografie Career Suicide beschreibt Bill Kaulitz das Verhältnis zu David Jost und erklärt, dass die Zusammenarbeit „mit ungeklärten Songrechten und absolutem Vertragschaos“ geendet sei. Jost habe sich außerdem „bei allen möglichen Leuten Geld geliehen“, darunter auch 120.000 Euro von Kaulitz und dessen Zwillingsbruder, denen er die Hälfte zurückbezahlt habe. Jost hat sich offenbar inzwischen aus der Öffentlichkeit zurückgezogen. So beschreibt Kaulitz weiter: „Es gibt viele Theorien, was mit David passierte und wo er heute steckt. Alle klingen wie ein Krimi. Alle machen irgendwie traurig.“

## Diskografie

### Autorenbeteiligungen und Produktionen
David Jost als Autor (A) und Produzent (P) in den Charts

| Jahr | Titel Interpretation                                                                    | Höchstplatzierung, Gesamtwochen, AuszeichnungChartplatzierungen (Jahr, Titel, Interpretation, Platzierungen, Wochen, Auszeichnungen, Anmerkungen) | Höchstplatzierung, Gesamtwochen, AuszeichnungChartplatzierungen (Jahr, Titel, Interpretation, Platzierungen, Wochen, Auszeichnungen, Anmerkungen) | Höchstplatzierung, Gesamtwochen, AuszeichnungChartplatzierungen (Jahr, Titel, Interpretation, Platzierungen, Wochen, Auszeichnungen, Anmerkungen) | Höchstplatzierung, Gesamtwochen, AuszeichnungChartplatzierungen (Jahr, Titel, Interpretation, Platzierungen, Wochen, Auszeichnungen, Anmerkungen) | Höchstplatzierung, Gesamtwochen, AuszeichnungChartplatzierungen (Jahr, Titel, Interpretation, Platzierungen, Wochen, Auszeichnungen, Anmerkungen) | Anmerkungen                                                  |
| Jahr | Titel Interpretation                                                                    | DE | AT | CH | UK | US | Anmerkungen                                                  |
| ---- | --------------------------------------------------------------------------------------- | --- | --- | --- | --- | --- | ------------------------------------------------------------ |
| 1996 | If I Could Change the World A Bed & Breakfast                                           | DE61 (8 Wo.)DE | — | — | — | — | Erstveröffentlichung: 22. März 1996                          |
| 1996 | I Will Follow You A Bed & Breakfast                                                     | DE97 (2 Wo.)DE | — | — | — | — | Erstveröffentlichung: 20. September 1996                     |
| 1996 | Falling in Love A, P Bed & Breakfast                                                    | DE73 (5 Wo.)DE | — | — | — | — | Erstveröffentlichung: 6. Dezember 1996                       |
| 1997 | Get It Right A Bed & Breakfast mit Mola Adebisi & Sqeezer                               | DE46 (7 Wo.)DE | — | — | — | — | Erstveröffentlichung: 13. Juni 1997                          |
| 1997 | Tamagotchi (Tschoopapa…) A Sqeezer                                                      | DE55 (10 Wo.)DE | — | — | — | — | Erstveröffentlichung: 15. Oktober 1997                       |
| 1998 | Without You A Sqeezer                                                                   | DE10 (13 Wo.)DE | AT10 (12 Wo.)AT | CH12 (9 Wo.)CH | — | — | Erstveröffentlichung: 14. April 1998                         |
| 1998 | Wake Up! A Sqeezer                                                                      | DE59 (9 Wo.)DE | — | — | — | — | Erstveröffentlichung: 3. August 1998                         |
| 2003 | 5 Days A, P Patrick Nuo                                                                 | DE24 (13 Wo.)DE | AT24 (13 Wo.)AT | CH23 (19 Wo.)CH | — | — | Erstveröffentlichung: 28. März 2003                          |
| 2003 | Reanimate A, P Patrick Nuo                                                              | DE22 (7 Wo.)DE | AT56 (6 Wo.)AT | CH18 (10 Wo.)CH | — | — | Erstveröffentlichung: 11. August 2003                        |
| 2003 | Welcome (To My Little Island) A, P Patrick Nuo                                          | DE55 (8 Wo.)DE | — | CH44 (8 Wo.)CH | — | — | Erstveröffentlichung: 24. November 2003                      |
| 2004 | Undone A, P Patrick Nuo                                                                 | DE30 (7 Wo.)DE | — | CH30 (6 Wo.)CH | — | — | Erstveröffentlichung: 19. März 2004                          |
| 2004 | Where Is Your Love A Benjamin Boyce                                                     | DE59 (5 Wo.)DE | — | — | — | — | Erstveröffentlichung: 19. April 2004                         |
| 2005 | Girl in the Moon A, P Patrick Nuo                                                       | DE38 (9 Wo.)DE | — | CH20 (8 Wo.)CH | — | — | Erstveröffentlichung: 7. Januar 2005                         |
| 2005 | Beautiful A, P Patrick Nuo                                                              | DE33 (9 Wo.)DE | AT7 (26 Wo.)AT | CH9 (15 Wo.)CH | — | — | Erstveröffentlichung: 4. April 2005                          |
| 2005 | Durch den Monsun / Monsoon A, P Tokio Hotel                                             | DE1 (22 Wo.)DE | AT1 Gold · (28 Wo.)AT | CH5 (43 Wo.)CH | — | — | Erstveröffentlichung: 15. August 2005 Verkäufe: + 30.000     |
| 2005 | Schrei / Scream A, P Tokio Hotel                                                        | DE5 (18 Wo.)DE | AT3 (20 Wo.)AT | CH18 (15 Wo.)CH | — | — | Erstveröffentlichung: 25. November 2005                      |
| 2006 | Rette mich / Rescue Me A, P Tokio Hotel                                                 | DE1 (11 Wo.)DE | AT1 (23 Wo.)AT | CH6 (10 Wo.)CH | — | — | Erstveröffentlichung: 10. März 2006                          |
| 2006 | Goodbye A Sasha                                                                         | DE36 (10 Wo.)DE | — | CH77 (2 Wo.)CH | — | — | Erstveröffentlichung: 26. Mai 2006                           |
| 2006 | Watchin’ over You A, P Patrick Nuo                                                      | DE52 (5 Wo.)DE | — | CH54 (6 Wo.)CH | — | — | Erstveröffentlichung: 26. Mai 2006                           |
| 2006 | Der letzte Tag / Final Day A, P Tokio Hotel                                             | DE1 (11 Wo.)DE | AT1 Gold · (20 Wo.)AT | CH7 (10 Wo.)CH | — | — | Erstveröffentlichung: 25. August 2006 Verkäufe: + 15.000     |
| 2007 | Übers Ende der Welt, Ready, Set, Go! A, P Tokio Hotel                                   | DE1 (12 Wo.)DE | AT1 (12 Wo.)AT | CH2 (13 Wo.)CH | — | — | Erstveröffentlichung: 26. Januar 2007                        |
| 2007 | The Beginning A Ian O’Brien-Docker                                                      | DE74 (4 Wo.)DE | — | — | — | — | Erstveröffentlichung: 9. Februar 2007                        |
| 2007 | Spring nicht / Don’t Jump A, P Tokio Hotel                                              | DE3 (9 Wo.)DE | AT7 (10 Wo.)AT | CH21 (6 Wo.)CH | — | — | Erstveröffentlichung: 6. April 2007                          |
| 2007 | Too Late (To Save It with a Love Song) P Patrick Nuo                                    | DE83 (1 Wo.)DE | — | — | — | — | Erstveröffentlichung: 20. April 2007                         |
| 2007 | An deiner Seite (Ich bin da) / 1000 Meere / By Your Side / 1000 Oceans A, P Tokio Hotel | DE2 (9 Wo.)DE | AT6 (8 Wo.)AT | — | — | — | Erstveröffentlichung: 16. November 2007                      |
| 2009 | Automatisch / Automatic A, P Tokio Hotel                                                | DE5 (9 Wo.)DE | AT14 (7 Wo.)AT | CH44 (6 Wo.)CH | — | — | Erstveröffentlichung: 18. September 2009                     |
| 2009 | Half a Dream Away A Blind                                                               | DE94 (1 Wo.)DE | — | — | — | — | Erstveröffentlichung: 2. Oktober 2009                        |
| 2009 | I Like A, P Keri Hilson                                                                 | DE1 ×3Dreifachgold · (41 Wo.)DE | AT2 (24 Wo.)AT | CH5 Platin · (35 Wo.)CH | UK34 (9 Wo.)UK | — | Erstveröffentlichung: 11. Dezember 2009 Verkäufe: + 480.000  |
| 2011 | Girls Beautiful A, P Bullmeister                                                        | DE31 (14 Wo.)DE | AT55 (3 Wo.)AT | — | — | — | Erstveröffentlichung: 14. März 2011                          |
| 2011 | Rock Me A Melanie C                                                                     | DE38 (3 Wo.)DE | — | — | — | — | Erstveröffentlichung: 24. Juni 2011                          |
| 2011 | Geronimo A, P Aura Dione                                                                | DE1 Platin · (26 Wo.)DE | AT1 Gold · (17 Wo.)AT | CH7 Gold · (23 Wo.)CH | — | — | Erstveröffentlichung: 21. Oktober 2011 Verkäufe: + 360.000   |
| 2012 | Friends A, P Aura Dione feat. Rock Mafia                                                | DE4 Gold · (22 Wo.)DE | AT3 Gold · (15 Wo.)AT | CH10 Gold · (17 Wo.)CH | — | — | Erstveröffentlichung: 9. März 2012 Verkäufe: + 195.000       |
| 2012 | The Way I Like It A, P Mandy Capristo                                                   | DE11 (12 Wo.)DE | AT30 (5 Wo.)AT | CH29 (7 Wo.)CH | — | — | Erstveröffentlichung: 13. April 2012                         |
| 2012 | Hurt Lovers Blue A                                                                      | DE7 (12 Wo.)DE | AT27 (5 Wo.)AT | CH22 (3 Wo.)CH | UK70 (1 Wo.)UK | — | Erstveröffentlichung: 4. Januar 2013                         |
| 2013 | Bei dir bin ich schön A, P 2raumwohnung                                                 | DE29 (5 Wo.)DE | — | CH35 (6 Wo.)CH | — | — | Erstveröffentlichung: 16. August 2013                        |
| 2013 | Error A Madeline Juno                                                                   | DE50 (6 Wo.)DE | — | — | — | — | Erstveröffentlichung: 1. November 2013                       |
| 2014 | Love Who Loves You Back A Tokio Hotel                                                   | DE38 (5 Wo.)DE | AT39 (2 Wo.)AT | CH65 (1 Wo.)CH | — | — | Erstveröffentlichung: 26. September 2014                     |
| 2014 | The Heart Wants What It Wants A Selena Gomez                                            | DE53 (3 Wo.)DE | AT48 (1 Wo.)AT | CH52 (5 Wo.)CH | UK30 (3 Wo.)UK | US6 Platin · (20 Wo.)US | Erstveröffentlichung: 6. November 2014 Verkäufe: + 1.115.000 |
| 2015 | Beautiful Now A Zedd feat. Jon Bellion                                                  | — | — | — | — | US64 Platin · (14 Wo.)US | Erstveröffentlichung: 13. Mai 2015 Verkäufe: + 1.045.000     |

## Auszeichnungen

### Preise
- Bravo Otto
  - 2006: in der Kategorie „Man of the Year“ (Branchen-Otto für seine Verdienste um Tokio Hotel)
- Deutscher Musikautorenpreis
  - 2010: in der Kategorie „Komposition Pop/Rock“

### Auszeichnungen für Musikverkäufe
| Goldene Schallplatte - Belgien - 2007: für die Autorenbeteiligung/Produktion Durch den Monsun - Dänemark - 2012: für die Autorenbeteiligung/Produktion Friends - 2015: für die Autorenbeteiligung The Heart Wants What It Wants - Italien - 2016: für die Autorenbeteiligung Beautiful Now - Schweden - 2015: für die Autorenbeteiligung The Heart Wants What It Wants | Platin-Schallplatte - Dänemark - 2012: für die Autorenbeteiligung/Produktion Geronimo - Kanada - 2015: für die Autorenbeteiligung The Heart Wants What It Wants - Polen - 2016: für die Autorenbeteiligung Beautiful Now |

Anmerkung: Auszeichnungen in Ländern aus den Charttabellen bzw. Chartboxen sind in ebendiesen zu finden.
| Land/RegionAuszeichnungen für Musikverkäufe (Land/Region, Auszeichnungen, Verkäufe, Quellen) | Gold       | Platin     | Verkäufe  | Quellen              |
| -------------------------------------------------------------------------------------------- | ---------- | ---------- | --------- | -------------------- |
| Belgien (BRMA)                                                                               | Gold1      | —          | 25.000    | ultratop.be          |
| Dänemark (IFPI)                                                                              | 2× Gold2   | Platin1    | 60.000    | ifpi.dk              |
| Deutschland (BVMI)                                                                           | 2× Gold2   | 2× Platin2 | 900.000   | musikindustrie.de    |
| Italien (FIMI)                                                                               | Gold1      | —          | 25.000    | fimi.it              |
| Kanada (MC)                                                                                  | —          | Platin1    | 80.000    | musiccanada.com      |
| Österreich (IFPI)                                                                            | 4× Gold4   | —          | 60.000    | ifpi.at              |
| Polen (ZPAV)                                                                                 | —          | Platin1    | 20.000    | olis.pl              |
| Schweden (IFPI)                                                                              | Gold1      | —          | 20.000    | sverigetopplistan.se |
| Schweiz (IFPI)                                                                               | 2× Gold2   | Platin1    | 60.000    | hitparade.ch         |
| Vereinigte Staaten (RIAA)                                                                    | —          | 2× Platin2 | 2.000.000 | riaa.com             |
| Insgesamt                                                                                    | 13× Gold13 | 8× Platin8 |           |                      |